# Centro Cívico Bariloche

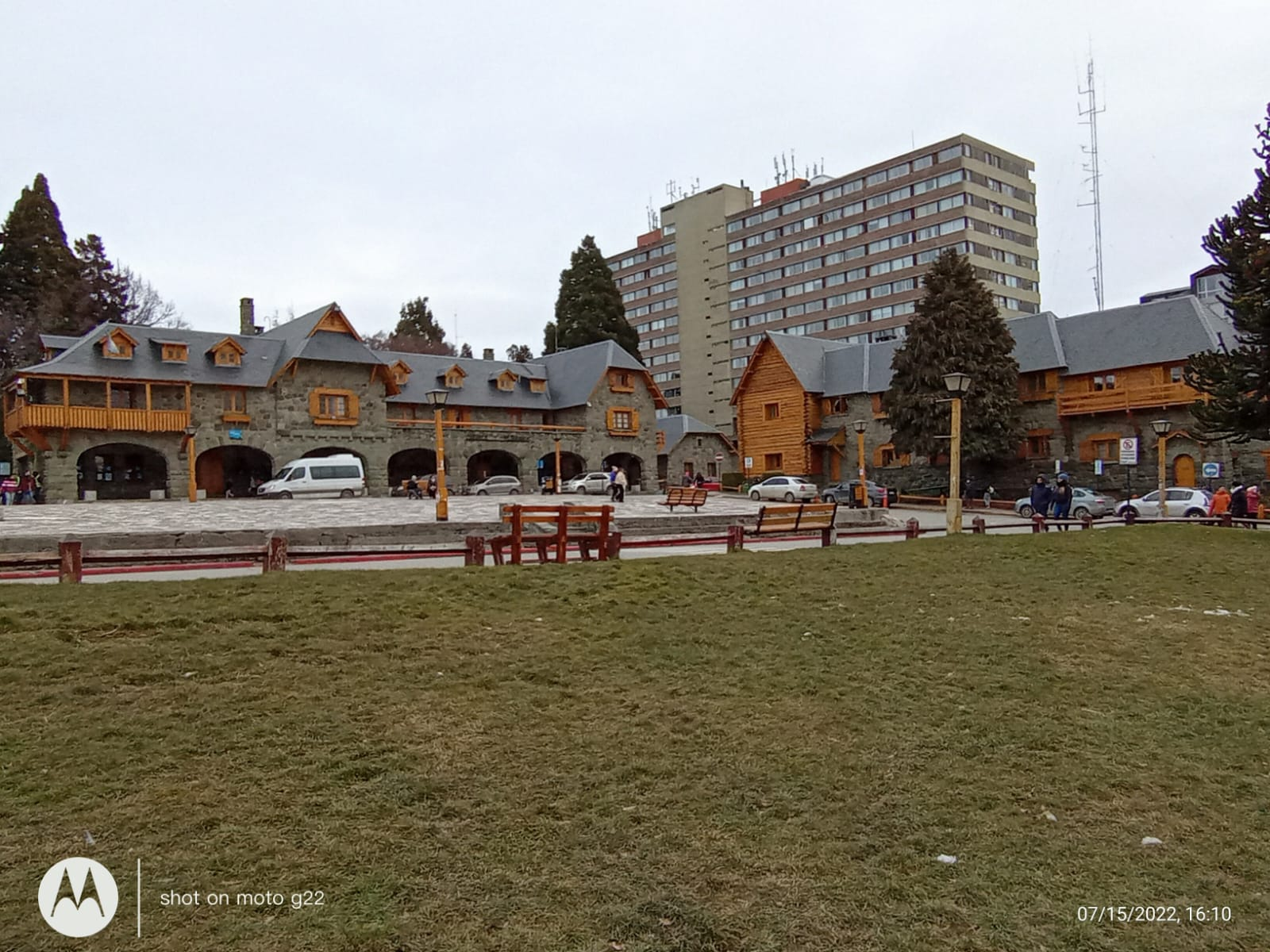
Centro Cívico, San Carlos de Bariloche, Argentina

El Centro Cívico Bariloche es un conjunto edilicio ubicado en la ciudad de San Carlos de Bariloche, Argentina. El proyecto, que es obra del arquitecto Ernesto de Estrada, fue inaugurado el 17 de marzo de 1940. El conjunto fue declarado monumento histórico nacional en el año 1987.

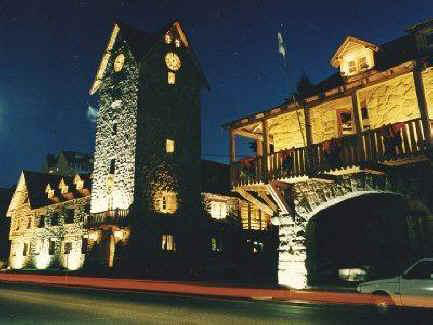
Centro Cívico Bariloche. Edificio de la municipalidad con torre del reloj y edificio de correos con balcón característico

El grupo arquitectónico abarca una serie de edificaciones que rodean tres laterales de una plaza, abierta en el lado norte con una excelente visión del Lago Nahuel Huapi, que se encuentra a unos 50 m de desnivel. La plaza está completamente cubierta con pavimento de piedra laja, y en su centro se ubica un monumento ecuestre del general Julio A. Roca. 
Además de la funcionalidad de los edificios que forman el Centro Cívico, en su concepción se buscó dotar a la ciudad de Bariloche de un punto de interés arquitectónico que sirviera a su lanzamiento como centro turístico de primer nivel.

## Autores

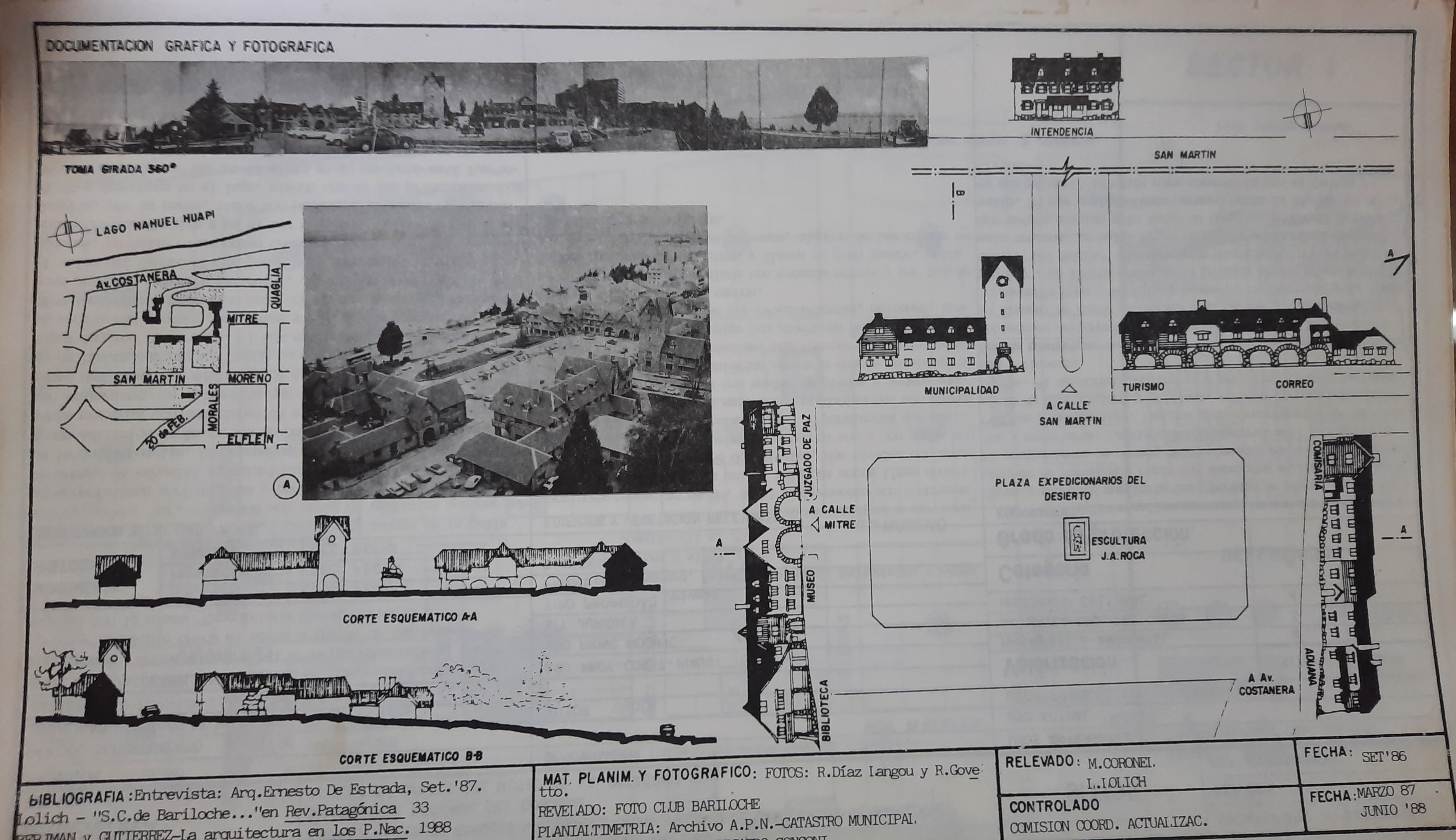
Relevamiento fotográfico y gráfico. Autora: Liliana Lolich

Entre 1934 y 1944, Exequiel Bustillo condujo las obras públicas impulsadas en la región  por la Administración de Parques Nacionales, de las cuales el Centro Cívico fue parte. Su hermano el Arq. Alejandro Bustillo, tuvo a su cargo la oficina de proyectos, donde luego incorporó al Arq. Ernesto de Estrada.
Estrada fue autor de la idea de agrupar el conjunto de edificios que formarían el Centro Cívico. A esto sumó una propuesta de tratamiento paisajístico de las manzanas aledañas al conjunto, con el carácter de ciudad-jardín, de esta forma quedó estructurado un conjunto de cuatro cuerpos de edificios agrupados en forma de “U” alrededor de la plaza “Expedicionarios al Desierto”. La ejecución del proyecto corrió por cuenta de Christiani & Nielsen y el contratista, fue Henrik Lunde, con José Lukman como picapedrero capataz.

## Materiales
Las paredes de los edificios están construidas con piedras de color verde extraída del cerro Carbón que se encuentra en vecindades de la ciudad y mamposterías de ladrillos. La piedra fue desbastada y trabajada para lograr la conformación de los distintos elementos de los edificios. Los edificios poseen numerosos elementos construidos en madera de ciprés y alerce, tales como escaleras, barandas, balcones, puertas, techos que tratados con barniz otorgan al conjunto un toque cálido y montañés. Las carpinterías cuentan con marcos de incienso amarillo y postigones de roble también recubiertos de barníz. Mientras que en las plantas baja y primera de los edificios, en su lado exterior las paredes poseen la piedra a la vista, en otras partes superiores algunos de los edificios cuentan con recubrimientos de troncos. Los techos están revestidos con tejuelas de pizarra negra. 

## Elementos del conjunto

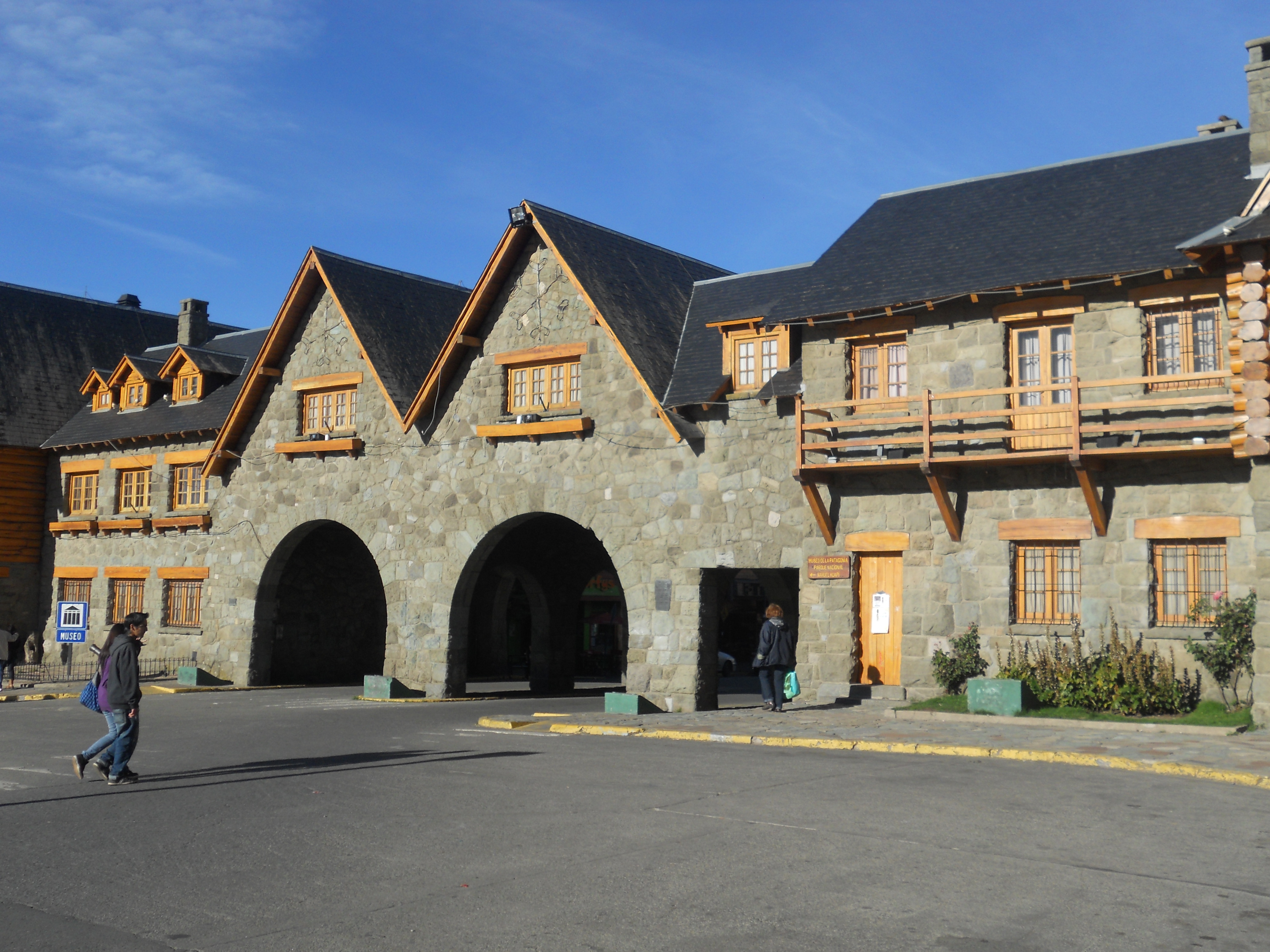
Las arcadas que conectan con la calle Bartolomé Mitre.

Comenzando por el extremo noreste y dando la vuelta a la plaza, se encuentran, los siguientes edificios: sobre el este la biblioteca y el museo, en el sur la municipalidad y el correo, en el oeste la policía y la aduana.
Una serie de calles confluyen a la plaza. Desde el costado norte, sube por la ladera zigzagueando una calle que nace en el lago Nahuel Huapi, y que atraviesa un parque donde se ubica un mástil y un monumento a Primo Capraro. Por el oeste, a través de dos arcadas debajo del edificio del museo la plaza se conecta con la calle Bartolomé Mitre. Hacia el sur entre el edificio de la municipalidad y el de correos sale una calle que asciende hasta el edificio que aloja a la Dirección del Parque Nacional Nahuel Huapi. Finalmente, hacia el este entre el edificio del correos y la policía se encuentra la calle España.
En la parte posterior del Centro Cívico (hacia el sur), se emplazan una serie de jardines, que le otorgan una adecuada separación respecto a las otras construcciones ubicadas en las inmediaciones. 
Alrededor de la plaza se ubican los edificios donde funcionan la Policía, el Concejo Municipal, Secretaría Municipal de Turismo, Municipalidad, Museo y la Biblioteca Sarmiento:

### La biblioteca

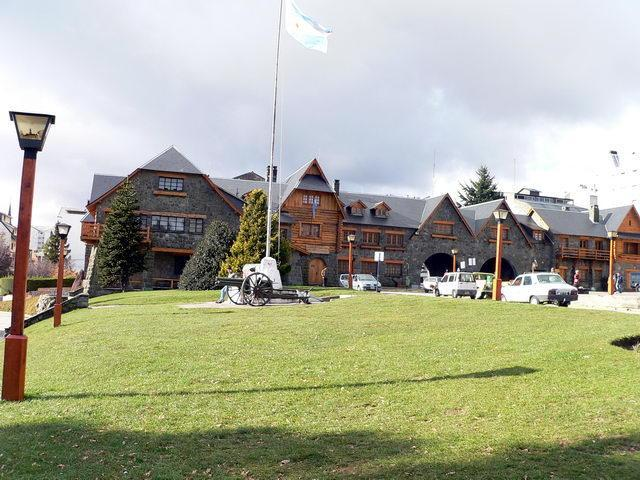
El Museo de la Patagonia "Francisco P. Moreno".

La "Biblioteca Popular Domingo Faustino Sarmiento" comenzó sus primeras actividades dentro de un edificio precario junto a la Escuela N.º 16, gracias al esfuerzo de Marta Verón de Mora, por los años 1927 y 1928. El primer sello conocido de la Asociación Biblioteca Sarmiento informa que fue fundada el 21 de marzo de 1928, y las actas existentes comienzan con fecha de 21 de mayo de 1938. Debido a su rápido crecimiento, el director de la escuela, Emilio Hass, solicita un terreno, pedido cumplido 30 de noviembre de 1932, cuando el presidente Agustín Justo dicta que se reserve para la Biblioteca la fracción Este del solar D de la manzana 5 del pueblo de San Carlos de Bariloche. En una ceremonia documentada fotográficamente, se coloca allí la piedra fundamental de la Biblioteca. Sin embargo, cuando la dirección de Parques Nacionales comenzó a estudiar la ubicación del Centro Cívico y la remodelación de la costanera, luego de efectuar algunas expropiaciones sobre la última, conviene con la Biblioteca un intercambio, entre el terreno que tenía en la manzana 5 (donde hoy se levanta la Catedral), por un edificio destinado a perpetuidad (que en 1947 bajo la resolución N.º 9070, el administrador general de Parques Nacionales, Coronel Napoleón Irusta convierte de cesión perpetua cesión precaria) a la Biblioteca en el Centro Cívico, ubicado en el sector Noreste.

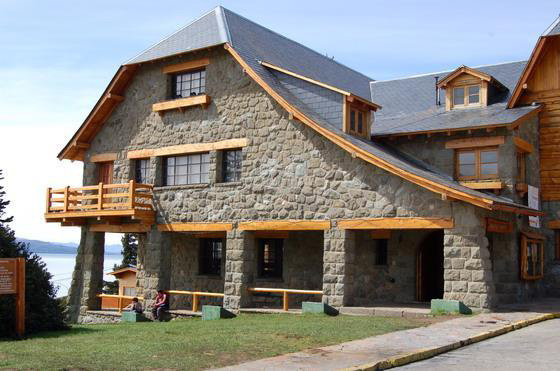
La biblioteca.

Inaugurado el Centro, el 9 de mayo de 1940 la Biblioteca celebra la primera reunión de la Comisión Directiva en su local propio, aunque vacío. Se trasladan entonces los 1250 volúmenes y se habilita al público el salón de lectura el 11 de septiembre, día del aniversario de la muerte de Sarmiento. Desde ese momento la Biblioteca gestiona su personería jurídica, que llevará el nombre de Asociación Biblioteca Sarmiento. Hacia 1941 la existencia de libros era de 2000 volúmenes, y para fines de 1954 el inventario trepó a la suma de 10 000 libros.
Más tarde, fue obligada a ceder sus salas a la Dirección de Turismo primero y a Prefectura después, pero luego de una tensa relación, finalmente se las devolvieron en 1990.
En el año de 1976, el 2 de septiembre un grupo de uniformados, retiran 207 libros considerados “subversivos”. Se detiene a la bibliotecaria. Entre los libros secuestrados se encontraban: “La importancia de llamarse Ernesto”, “La Revolución Industrial” y “Los grandes maestros soviéticos”... un libro de ajedrez.
Además de las salas donde se desarrollan las actividades específicas de la biblioteca, en el primer piso del edificio se ubica un pequeño salón de actos. Este salón lo administra la biblioteca, siendo utilizado para montar representaciones teatrales, presentaciones artísticas, conferencias y otras actividades culturales en general.

### El museo

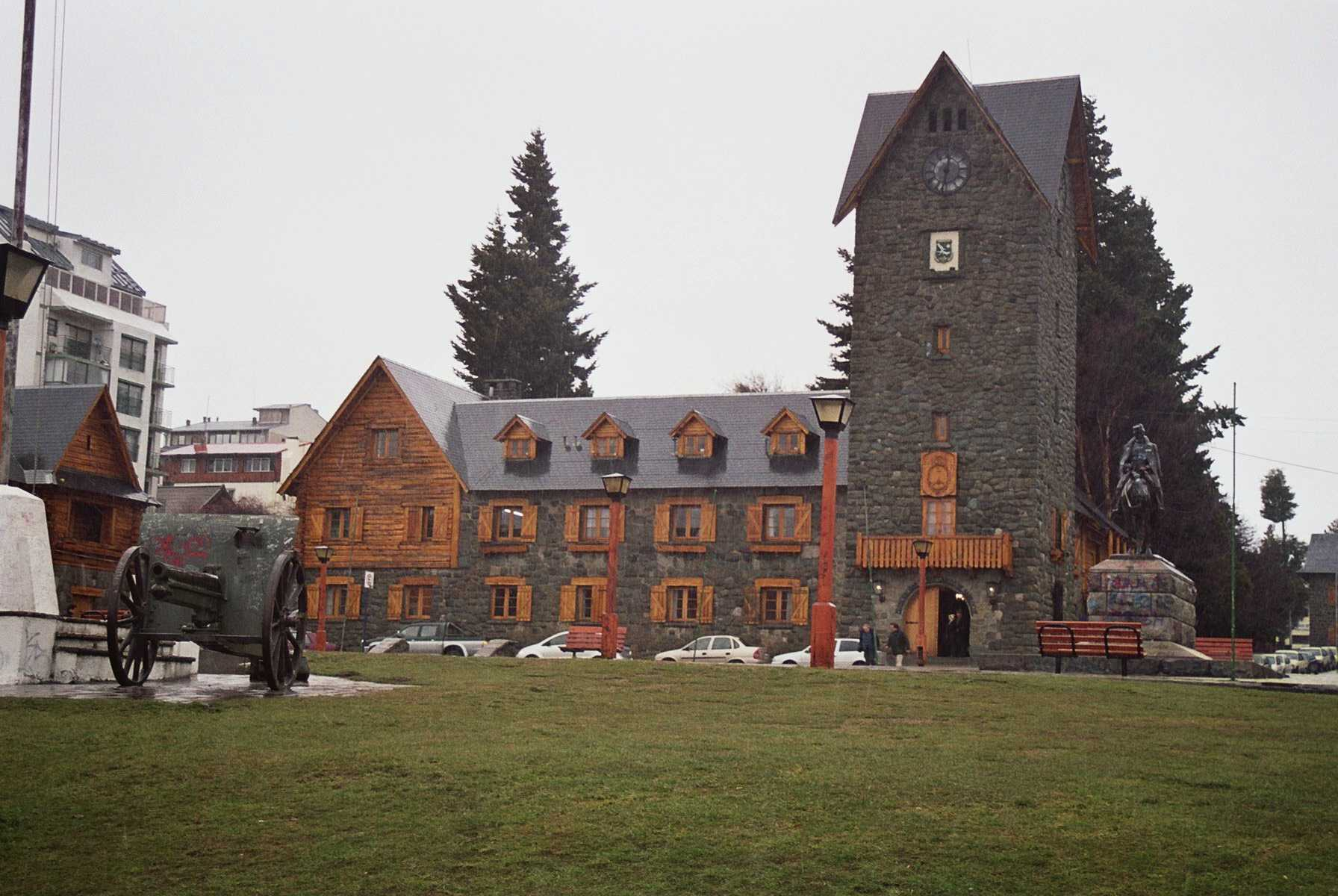
Municipalidad.

Inaugurado en 1940, el "Museo de la Patagonia Francisco P. Moreno" ocupa el ala este del Centro Cívico. Lleva el nombre de quien recorrió y exploró los Andes y ríos patagónicos, y donó al Poder Ejecutivo las tierras que se transformaron en el primer Parque Nacional de la Argentina. Comprende varias salas: Ciencias Naturales, Prehistoria, Etnografía e Historia Regional.
El edificio que aloja el museo se destaca por los dos arcos que posee en su planta baja y que permiten el tránsito desde la zona del centro cívico hacia la calle Mitre.

### La municipalidad
El edificio donde tiene su sede la municipalidad de la ciudad también forma parte del complejo, el edificio mira hacia el norte, a las aguas del lago Nahuel Huapi. A dicho edificio corresponde la torre donde se encuentra un enorme reloj, en el cual a las 12 del mediodía y a las 6 de la tarde aparecen 4 figuras representativas de la zona: el indio, el misionero, el conquistador y el labrador.

### El Correo (hoy Sala de Exposiciones)
El edificio para el correo (que en la actualidad aloja una Sala de Exposiciones) se encuentra también sobre el lado Sur del centro cívico, donde durante muchos años operó el Correo Argentino. Su planta baja exhibe una recova con zona peatonal con arcos modelados en la piedra verde. Sobre la recova en el primer piso hay un balcón. En el 2006 el correo fue mudado y una parte del edificio se utilizó como sala de exposiciones, en la actualidad aloja al Concejo Municipal de Bariloche. En la actualidad todo el edificio es una Sala de Exposiciones.

### La policía
El edificio del destacamento policial se encuentra sobre el lado Oeste del centro cívico.

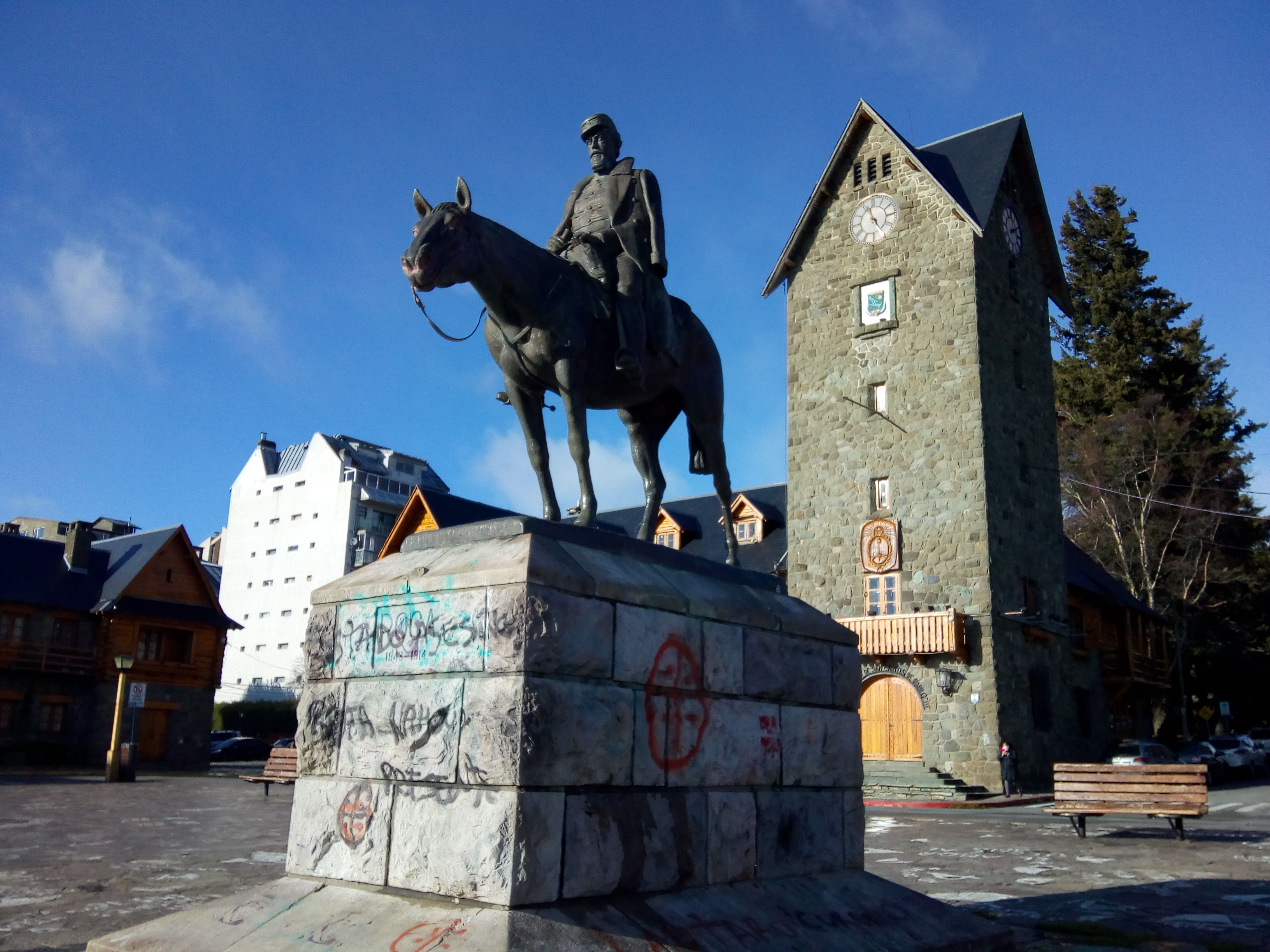
Monumento de Julio A. Roca

### La aduana
El edificio que alojó la aduana se encuentra al norte del edificio que aloja el destacamento policial.

## Estatua de Julio A. Roca
En el centro de la plaza "Expedicionarios al desierto" recubierta de piedra laja, sobre un pedestal de roca se alza una estatua del General Julio Argentino Roca montado sobre un caballo y mirando hacia el lago Nahuel Huapi. Esta obra fue realizada por el escultor argentino Emilio Jacinto Sarniguet. Por el trabajo cobró 18.000 pesos moneda nacional, que se los pagaron en cinco cuotas. La estatua de bronce pesa alrededor de 2.000 kilos. En mayo de 1940 se levantó el pedestal en el centro de la plaza seca. Se decidió inaugurarla el martes 14 de enero de 1941, en la plaza de Expedicionarios al Desierto, que en un principio se iba a llamar Plaza de la Conquista del Desierto.
Según la municipalidad el monumento con su pedestal es una pieza de una fundición en bronce casi única en el mundo. Además, actualmente se encuentra en un punto de deterioro que en poco tiempo sería irreversible. Por este motivo, los funcionarios municipales planean removerlo hacía un punto que no presente tanto riesgo y reste centralidad al monumento. Ante esto numerosos referentes locales y nacionales se expresaron en contra que se modifique el patrimonio cultural. Como resultado, se impulsó una medida judicial que prohibió modificaciones. En los días sucesivos de la medida, la estatua fue relevada y se hallaron graves daños. Unos cortes fueron ejecutados en 2012 por aproximadamente 100 personas, integrantes del movimiento 1.º de Mayo. Para la vandalización se empleó cables de metal y una amoladora para intentar derribar la estatua del militar. Debido a la fuerza ejercida sobre la construcción, tres de las patas del caballo quedaron sueltas. En aquella ocasión, el cuerpo fue pintado con aerosol rojo y se le añadió un cartel que rezaba: “Roca asesino”.